# ام‌وی آرکتیک سی
ام‌وی آرکتیک سی (به انگلیسی: MV Arctic Sea) یک کشتی است که طول آن 97.80 m و ارتفاع آن 38.0 m (from keel) می‌باشد. این کشتی در سال ۱۹۹۲ ساخته شد.